# Mitostoma patrizii
Mitostoma patrizii is een hooiwagen uit de familie aardhooiwagens (Nemastomatidae).